# Central Division (NHL)
La Central Division della National Hockey League venne formata nel 1993 come parte della Western Conference in una riorganizzazione della lega. La lega precedente era la Norris Division.

## Squadre attuali
- Chicago Blackhawks
- Colorado Avalanche
- Dallas Stars
- Minnesota Wild
- Nashville Predators
- St. Louis Blues
- Winnipeg Jets
- Utah Hockey Club

## Campioni di Division
- 1993-94 -  Detroit Red Wings (46-30-8, 100 pt.)
- 1994-95 -  Detroit Red Wings (33-11-4, 70 pt.)
- 1995-96 -  Detroit Red Wings (62-13-7, 131 pt.)
- 1996-97 -  Dallas Stars (48-26-8, 104 pt.)
- 1997-98 -  Dallas Stars (49-22-11, 109 pt.)
- 1998-99 -  Detroit Red Wings (43-32-7, 93 pt.)
- 1999-00 -  St. Louis Blues (51-19-11-1, 114 pt.)
- 2000-01 -  Detroit Red Wings (49-20-9-4, 111 pt.)
- 2001-02 -  Detroit Red Wings (51-17-10-4, 116 pt.)
- 2002-03 -  Detroit Red Wings (48-20-10-4, 110 pt.)
- 2003-04 -  Detroit Red Wings (48-21-11-2, 109 pt.)
- 2004-05 - non disputato a causa del lockout

- 2005-06 -  Detroit Red Wings (58-16-8, 124 pt.)
- 2006-07 -  Detroit Red Wings (50-19-13, 113 pt.)
- 2007-08 -  Detroit Red Wings (54-21-7, 115 pt.)
- 2008-09 -  Detroit Red Wings (51-21-10, 112 pt.)
- 2009-10 -  Chicago Blackhawks (52-22-8, 112 pt.)
- 2010-11 -  Detroit Red Wings (47-25-10, 104 pt.)
- 2011-12 -  St. Louis Blues (49-22-11, 109 pt.)
- 2012-13 -  Chicago Blackhawks (36-7-5, 77 pt.)
- 2013-14 -  Colorado Avalanche (52-22-8, 112 pt.)
- 2014-15 -  St. Louis Blues (51-24-7, 109 pt.)
- 2015-16 -  Dallas Stars (50-23-9, 109 pt.)

## Vincitori della Stanley Cup prodotti
- 1996-97 -  Detroit Red Wings
- 1997-98 -  Detroit Red Wings
- 2001-02 -  Detroit Red Wings
- 2007-08 -  Detroit Red Wings
- 2009-10 -  Chicago Blackhawks
- 2012-13 -  Chicago Blackhawks
- 2014-15 -  Chicago Blackhawks

## Vincitori della Presidents' Cup prodotti
- 1994-95 -  Detroit Red Wings
- 1995-96 -  Detroit Red Wings
- 1997-98 -  Dallas Stars
- 1999-00 -  St. Louis Blues
- 2001-02 -  Detroit Red Wings
- 2003-04 -  Detroit Red Wings
- 2005-06 -  Detroit Red Wings
- 2007-08 -  Detroit Red Wings

## Vittorie della Division per squadra
| Squadra            | Titoli vinti | Ultima vittoria |
| ------------------ | ------------ | --------------- |
| Detroit Red Wings  | 13           | 2011            |
| Dallas Stars       | 3            | 2016            |
| St. Louis Blues    | 3            | 2015            |
| Chicago Blackhawks | 2            | 2013            |
| Colorado Avalanche | 1            | 2014            |

- Detroit non fa più parte della division